# Archi-écriture
Archi-écriture (ungefär "ärkeskrift", "protoskrift", av grekiskans ἀρχή vilket betyder "början" eller "ursprung") är en term lanserad av den franske filosofen Jacques Derrida i boken De la grammatologie från 1967. Enligt Derrida föregår archi-écriture vårt traditionella tal och skrift. Han menar att archi-écriture på sätt och vis utgör ett språk med en förutbestämd, men dock formbar, struktur. Archi-écriture besitter en mer eller mindre bestämd uppsättning ord och syntax. Derrida hävdar att vår konventionella skrift måste betraktas på två sätt: dels som skrift i vanlig mening (det vill säga som texten i en bok), dels som ett potentiellt villkor för kunskap och mening. Archi-écriture får då till viss del en transcendental mening.